# Kostiantyn Zaitsev
Kostiantyn Volodymyrovych Zaitsev –en ucraniano, Костянтин Володимирович Зайцев– (Dnipropetrovsk, URSS, 20 de mayo de 1976) es un deportista ucraniano que compitió en remo. Ganó dos medallas en el Campeonato Europeo de Remo, en los años 2008 y 2009.

## Palmarés internacional
| Campeonato Europeo | Campeonato Europeo  | Campeonato Europeo | Campeonato Europeo |
| Año                | Lugar               | Medalla            | Prueba             |
| ------------------ | ------------------- | ------------------ | ------------------ |
| 2008               | Maratón (Grecia)    | Medalla de bronce  | Scull individual   |
| 2009               | Brest (Bielorrusia) | Medalla de oro     | Cuatro scull       |